# Helmuth Zernick
Helmut(h) Zernick (geboren 15. Januar 1913 in Potsdam; gestorben 14. September 1970 in Mutlangen) war ein deutscher Violinist. 

## Leben
Helmuth Zernick studierte von 1928 bis 1933 an der Berliner Musikhochschule. 1932 gewann er den Mendelssohn-Preis. Nach der Machtergreifung erhielt er 1936 den Musikpreis der Reichshauptstadt Berlin. Er wurde 1938 Konzertmeister der Berliner Staatsoper. Er trat bei Konzerten der Hitler-Jugend auf und gab 1943 ein Gastspiel beim Städtischen Symphonie-Orchester in Litzmannstadt im besetzten Polen. Zernick stand 1944 in der Gottbegnadeten-Liste des Reichsministeriums für Volksaufklärung und Propaganda. Er gründete das Zernick-Quartett, das in verschiedenen Besetzungen auftrat, so 1948 bei der Eröffnung der Freien Universität.
Nach Kriegsende wurde Zernick Ensemblemitglied der Staatskapelle Berlin. 1949 ging er als Konzertmeister zum Kölner Rundfunk-Sinfonieorchester des NWDR. 